# 栃木県道274号牧野大沢線

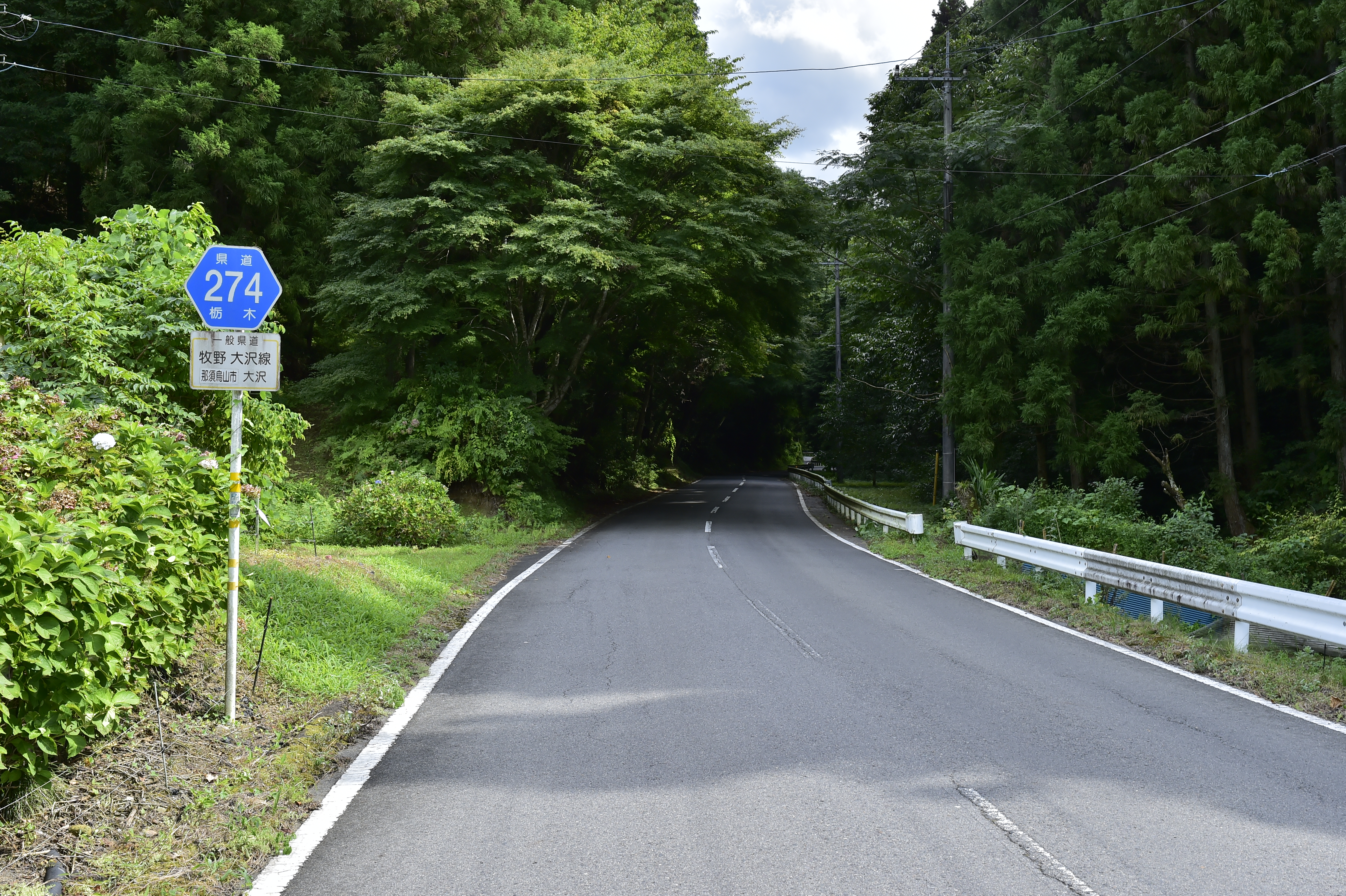
栃木県道274号牧野大沢腺
那須烏山市大沢（2022年8月）

栃木県道274号牧野大沢線（とちぎけんどう274ごう まぎのおおさわせん）は、栃木県芳賀郡茂木町から那須烏山市に至る一般県道である。

## 概要
茂木町北部の牧野から、那珂川支流の木須川に沿って北上し、星の郷ゴルフ&ホテル烏山（旧那須城CC）の東を抜けて那須烏山市東部に至る道路。那須烏山市小木須・大木須では那須烏山市営バス滝見谷循環線が本路線の一部区間を経由する。

## 路線データ
- 総延長：12.706km
- 実延長：12.194km
- 起点：栃木県芳賀郡茂木町大字牧野（栃木県道231号山内牧野線交点）
- 終点：栃木県那須烏山市大沢（栃木県道29号常陸太田那須烏山線交点）
- 認定：1974年（昭和49年）3月29日

## 交差する道路

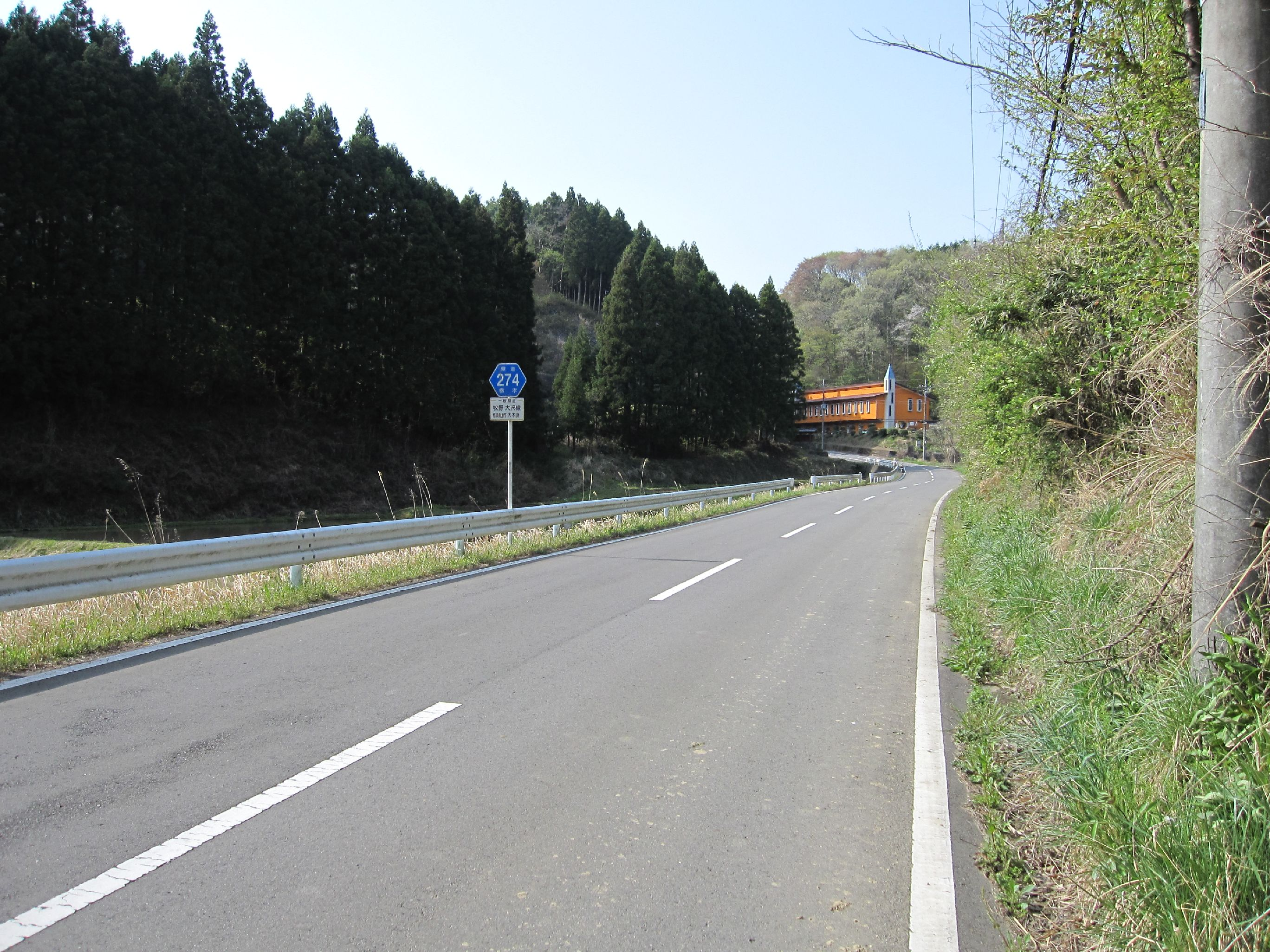
那須烏山市大木須（2009年4月）

- 栃木県道12号那須烏山御前山線（那須烏山市大木須にて一部重複）
- 栃木県道171号山内上境線（那須烏山市小木須から茂木町河又まで重複）